# Myrosław Ripecki
Myrosław Ripecki, ukr. Ріпецький Мирослав, pol. Mirosław Ripecki wzgl. Rzepecki (ur. 13 czerwca 1889 w Samborze, zm. 29 kwietnia 1974 w Chrzanowie) – duchowny greckokatolicki.

## Życiorys
Syn greckokatolickego księdza Tedora Ripeckiego i Marii zd. Hablińska. Jego ojciec był katechetą szkół ludowych, znanym działaczem społecznym oraz autorem m.in. popularnej publikacji „Ilustrowana Istorija Rusy”. Po ukończeniu szkoły powszechnej, uczył się w C. K. Gimnazjum Arcyksiężniczki Elżbiety w Samborze, gdzie w 1907 ukończył VIII klasę bez zdania egzaminu dojrzałości.  W tym samym roku wstąpił do Greckokatolickiego Seminarium Duchownego we Lwowie, gdzie ukończył trzy lata studiów. Jednocześnie studiował teologię na Uniwersytecie Jana Kazimierza i działał w ukraińskich organizacjach studenckich. W latach 1910–1911 na koszt Towarzystwa „Сільський господар” („Gospodarz wiejski”) oraz dzięki stypendium Ministerstwa Rolnictwa wyjeżdżał na Bukowinę i do Czechosłowacji, gdzie poznawał strukturę i działalność miejscowego ruchu spółdzielczego. W 1911 r. wziął udział w Kongresie Unijnym w Welehradzie. Czwarty rok studiów ukończył w Greckokatolickim Seminarium Duchownym w Przemyślu i tam został wyświęcony w 1913 r. przez bp. Konstantego Czechowicza. Przed święceniami ożenił się z Eugenią Smółko – córką duchownego greckokatolickiego i znanego działacza społecznego ks. Semena Smółki. Nie mieli potomstwa.
Po święceniach ks. Ripecki został wikariuszem i katechetą w Mostach Wielkich pow. Żółkiew. Udzielał się też społecznie będąc m.in. przewodniczącym miejscowej „Просвіти” („Oświaty”) i członkiem spółki handlowej „Власна Поміч” („Własna Pomoc”). Założył także ochronkę i bursę szkolną. Po wybuchu pierwszej wojny światowej wyjechał z żoną na krótki okres do krewnych do Unter Hecbach w Austrii, zaś po powrocie powołany został w grudniu 1914 r. do armii austro-węgierskiej, gdzie był kapelanem 55. pp. W 1916 r. mianowany został kapelanem kursu pułkowego w miejscowości Debreczne k. Debreczyna na Węgrzech. W grudniu tego roku został tymczasowo demobilizowany. Po powrocie do Mostów Wielkich powrócił do aktywnej pracy duszpasterskiej i kulturalno-oświatowej. Był skarbnikiem spółki „Власна Поміч” i towarzystwa kredytowo-oszczędnościowego „Надія” („Nadzieja”). Dojeżdżał też wówczas na coniedzielne nabożeństwa do Bojanic pow. Sokal i Kupiczwoli pow. Żółkiew. Aresztowany przez żandarmerię wojskową z powodu konfliktu jego parafian z miejscowa komendą wojsk węgierskich, przez dziesięć dni więziony początkowo we Lwowie, a następnie Mostach Wielkich.
Po proklamowaniu ZURL ponownie powołany do wojska, od wiosny 1919 r. kapelan w ośrodku szkoleniowym I Korpusu UHA w Kamionce Strumiłowej i Busku, zaś w sierpniu 1919 r. kapelan 10. Brygady tego korpusu stacjonującej w Mańkowcach k. Kamieńca Podolskiego. Razem ze swą jednostką brał udział w ofensywie wojsk ukraińskich na wschód, która wyparła wojska bolszewickie, i dotarł aż za Winnicę. W październiku 1919 r. został kapelanem przy Głównym Sztabie UHA w Winnicy. Jesienią 1919 r. zaraził się tyfusem i przeszedł ciężką chorobę. Po przekształceniu UHA w tzw. Czerwoną UHA przedostał się przez Besarabię i Bukowinę do Sokala, gdzie w tym czasie przebywała jego żona.
W marcu 1921 r. mianowany został administratorem w Surzycy Wielkiej pow. Sambor i katechetą w gimnazjum w Sokalu, zaś w październiku 1921 proboszczem w Liskach pow. Hrubieszów. W swej parafii prowadził aktywną działalność duszpasterską i społeczną. Zbudował nową cerkiew, kaplicę i dom parafialny. W katolickich pismach ukraińskich publikował artykuły o tematyce historycznej i krajoznawczej. 17 IV 1927 r. uhonorowany tytułem kanonika. W 1939 r. objął urząd dziekana dekanatu waręskiego.
Ze względu na swą aktywną, proukraińską, działalność ks. Ripecki był negatywnie postrzegany przez władze II Rzeczypospolitej. Z tego też powodu w przededniu wybuchu II wojny światowej – 29 VII 1939 r. – duchowny został aresztowany pod zarzutem wspierania OUN, uwięziony we Lwowie i zagrożony wywiezieniem do Berezy Kartuskiej. Zwolniony został po trzech tygodniach, m.in. dzięki interwencji metropolity Andrzeja Szeptyckiego. Wojnę spędził w Liskach. Uniknął śmierci z rąk polskiego podziemia, które 22 III 1944 r. spacyfikowało wieś. Po tym wydarzeniu przeniósł się do pobliskiego Uhrynowa.
Wiosną 1947 r. razem z żoną wysiedlony został w ramach akcji „Wisła” do Chrzanowa pow. Ełk, gdzie w jednym z pomieszczeń przydzielonego mu domu urządził kaplicę. Pierwsze nabożeństwo odprawił 6 VII 1947 r., inicjując duszpasterstwo w obrządku greckokatolickim. Spowodowało to, że ks. Ripecki znalazł się w konflikcie z ordynariuszem warmińskim bp. Teodorem Benschem i prymasem Stefanem Wyszyńskim, którzy – opierając się o instrukcje Stolicy Apostolskiej – wymagali przyjęcia birytualizmu i pracy w obrządku łacińskim. Spór został ostatecznie zakończony zgodą prymasa na kanoniczne erygowanie kaplicy w Chrzanowie (dekret z dnia 16 IV 1952 r.) i mianowaniem ks. Ripeckiego jej rektorem. Nie zapobiegło to jednak w przyszłości przed różnego rodzaju konfliktami. 6 IX 1966 r. ks. Ripecki mianowany został przez kard. Josyfa Slipyja mitratem.
Chrzanowska placówka duszpasterska szybko stała się centrum religijnym dla Ukraińców-grekokatolików nie tylko z terenów Warmii i Mazur. W nowym miejscu zamieszkania ks. Ripecki starał się kontynuować swą działalność pisarską, publikując na Zachodzie popularnonaukowe prace z historii ukraińskiego Kościoła i kultury. Był też członkiem powiatowych władz UTSK. Za kolportowanie obrazków religijnych i wydawnictw skazany na 3 lata więzienia.
Po jego śmierci uroczystości pogrzebowe odbyły się w Chrzanowie. Pochowany został na cmentarzu w Liskach obok swej żony, która zmarła w 1966 r.